# 瑟农什
瑟农什（法語：Senonches，法語發音：[sənɔ̃ʃ]）是法国厄尔-卢瓦省的一个市镇，属于德勒区。

## 地理
瑟农什（48°33'41"N, 1°1'50"E）面积62.48 平方千米，位于法国中央-卢瓦尔河谷大区厄尔-卢瓦省，该省份为法国北部内陆省份，北起顺时针与厄尔省、伊夫林省、埃松省、卢瓦雷省、卢瓦-谢尔省、萨尔特省和奧恩省接壤。
与瑟农什接壤的市镇（或旧市镇、城区）包括：马努、迪尼、卢维利耶莱佩尔什。

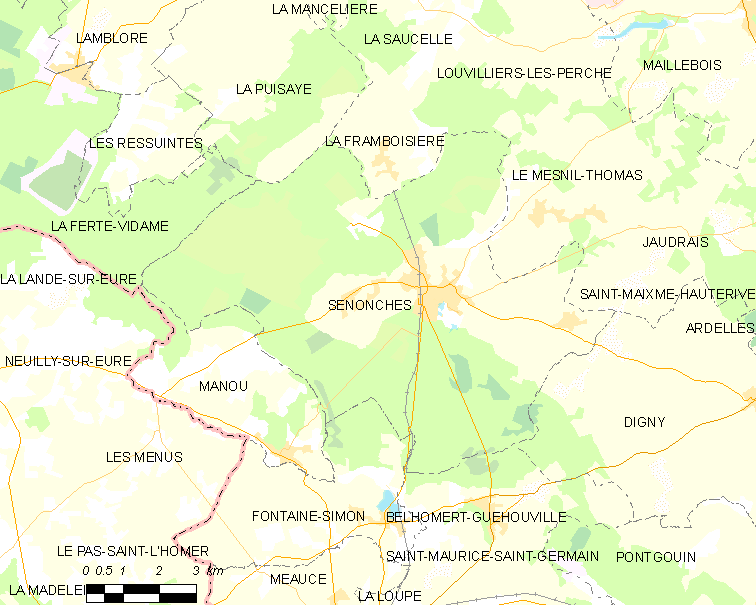
瑟农什的OSM定位图

瑟农什的时区为UTC+01:00、UTC+02:00（夏令时）。

## 行政
瑟农什的邮政编码为28250，INSEE市镇编码为28373。

## 政治
瑟农什所属的省级选区为圣吕班德容什雷县。

## 人口

1962-2008年间瑟农什人口变化图示

瑟农什于2022年1月1日时的人口数量为3013人。